# Distretto di Namballe
Il distretto di Namballe è uno dei sette distretti  della provincia di San Ignacio, in Perù. Si trova nella regione di Cajamarca e si estende su una superficie di 684,3 chilometri quadrati.

Istituito il 28 dicembre 1943, ha per capitale la città di Namballe; al censimento 2005 contava 8.501 abitanti.